# Rudolf Veselý
Rudolf Veselý (16. dubna 1884, Soběslav – 3. listopadu 1966, Praha) byl pedagog, botanik-mykolog a publicista.

## Život
Absolvent učitelského ústavu v Soběslavi po učitelské praxi v Praze a dálkovém studiu Přírodovědecké fakulty UK se zabýval systematikou a taxonomií hub. Spolu s Františkem Smotlachou založil v roce 1921 Československou mykologickou společnost. Zpracovaná díla o houbách a atlasy (vydané i v cizině) většinou sám ilustroval. Daroval soběslavskému a táborskému muzeu sbírku hub a lišejníků.

## Dílo
- Monograficky zpracoval pro Československo, později i pro Evropu, rod Amanita.
- Přehled československých hub, Academia Praha ( spolu s František Kotlaba, Zdeněk Pouzar)